# Teoria del 16 per cento
La teoria del 16 per cento (o 16%) è un assunto nato a cavallo fra gli anni ottanta e gli anni novanta, secondo il quale la marijuana in commercio sarebbe da ritenersi non più come una "droga leggera" bensì come una "droga pesante", in virtù del suo contenuto in THC quadruplicato rispetto al passato, ossia dal 4% circa al 16% (da cui il nome della teoria). Ne sono state presentate innumerevoli varianti a seconda del periodo storico e della percentuale di THC indicata, con estremi citati che vanno da un minimo dell'1% ad un massimo del 37%.
Spesso, per giustificare l'origine del supposto aumento di THC nella Marijuana, i mass media si sono riferiti a questa "nuova" Cannabis come "supermarijuana", un tipo di "marijuana OGM" o "transgenica", ossia modificata geneticamente: ciò non è corretto, trattandosi questi di incroci indotti dall'uomo per selezionare il carattere della produzione di THC, come si fa ad altri scopi per selezionare ad esempio le razze di gatti e cani; con il termine organismo geneticamente modificato si intendono invece soltanto gli organismi in cui parte del genoma sia stato modificato tramite le moderne tecniche di ingegneria genetica, come ad esempio, nell'ambito animale, GloFish o Ashera.

## Storia
La "Teoria del 16 percento" ha iniziato a circolare a metà fra gli anni ottanta e gli anni novanta; in base a tale formulazione la Marijuana non sarebbe più da considerarsi come una "droga leggera" bensì come "pesante" in quanto la sua potenza sarebbe aumentata di oltre il 400%, in base ad un contenuto di THC passato dal 4% al 16-18% (a volte anche dall'1% al 37%). Questo assunto, oltre ad avallare implicitamente l'esistenza di una dicotomia fra "droghe leggere" e "droghe pesanti", viene proposto dall'inizio degli anni novanta sostanzialmente nella medesima forma, riferendosi ad un passato più o meno imprecisato, che farebbe sostanzialmente riferimento agli anni sessanta e settanta, confrontato con un "giorno d'oggi" relativo al momento storico in cui ci si trova ad enunciare il postulato.
William J. Bennett ad esempio, Direttore dell'Ufficio per la Politica Nazionale di Controllo delle Droghe (o "Drug Czar" in inglese colloquiale) durante l'amministrazione di George H. W. Bush, dichiarò a fine anni ottanta: "Se la gente che oggi confessa di aver usato marijuana negli anni sessanta e settanta assaggiasse quella di oggi cascherebbe per terra". Fu questa una delle prime volte di cui si abbia notizia in cui venne proposto che la Cannabis "attuale" fosse più potente di quella del "passato".
A fine 2001, il prefetto Pietro Soggiu, già generale della Guardia di Finanza e responsabile all'epoca del Dipartimento Nazionale per le Politiche Antidroga nel governo di Silvio Berlusconi, dichiarò al Corriere della Sera che la Marijuana «che si fuma oggi in Italia è molto diversa da venti anni fa, quando effettivamente era più "leggera". Per capire, all'epoca non c'era più del 2-3% di principio attivo, il THC. Ora nella marijuana c'è più del 16% di THC. È un vero e proprio allucinogeno».

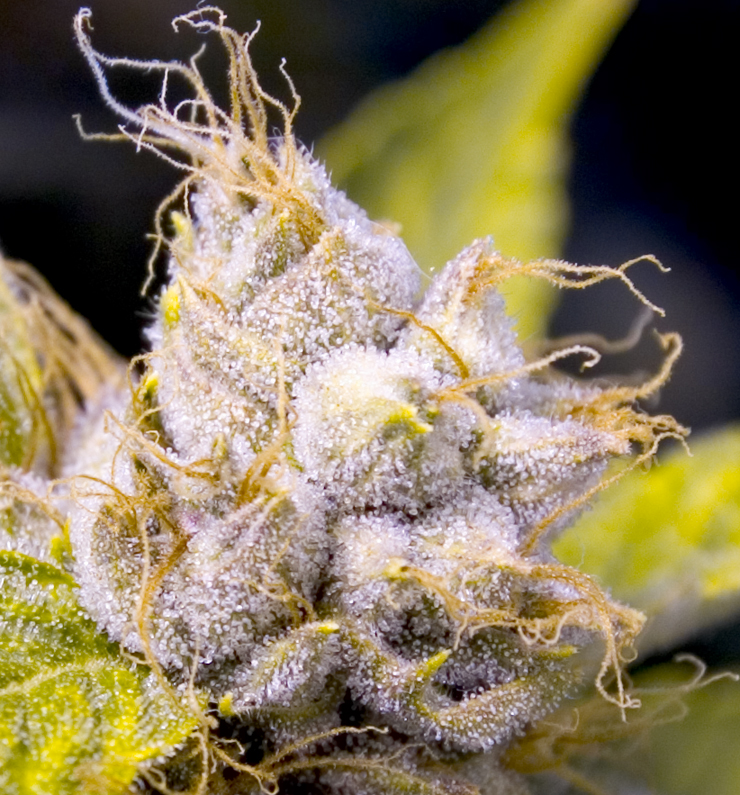
Particolare dei Tricomi ghiandolari sulla cime di un'infiorescenza. L'enorme quantità di cristalli di THC certifica che si tratta di una pregiata varietà di Cannabis sinsemilla, la Kush

Nel 2007 anche il quotidiano britannico The Independent ha manifestato appoggio a simili opinioni, poco prima della scelta del governo del Regno Unito di classificare nuovamente la Cannabis da droga di classe C a droga di classe B, a causa della skunk, una versione molto più potente della droga che oggi spopola nel Regno Unito. La skunk ha eliminato molti tipi meno potenti di Cannabis dal mercato ed ora si attesta all'80% della Cannabis rinvenibile nelle nostre strade, comparato all'appena 30% del 2002.
In base a statistiche che dimostrano come dei campioni di Marijuana sequestrati recentemente arrivino al 16% di THC, contro il 7% circa di qualche anno prima, e di altre che illustrano come la "nuova" marijuana sia causa di un aumentato numero di casi di problemi mentali, l'Independent ha anche presentato le scuse ufficiali per aver appoggiato una campagna di decriminalizzazione nel 1997.
Nel 2008 Director of the Office of National Drug Control Policy invece, John P. Walters, ha dichiarato: "Non è la stessa marijuana dei vostri genitori". A settembre, inoltre, ha scritto sulle colonne del San Francisco Chronicle: "Nel 1974 il contenuto medio di THC della marijuana era meno dell'1%. Ma dal 1999 la potenza si è stanziata al 7% e che il livello di THC della marijuana senza semi attuale ha una media del 14% e raggiunge picchi fino al 30%. Il punto è che la potenza della marijuana attuale non è semplicemente raddoppiata, ma aumentata di 30 volte". Qualche settimana dopo inoltre, durante il Detroit News, Walters ebbe a dichiarare "la normale marijuana di oggi contiene il 10-14% di THC. E gli ibridi vanno fino al 30% ed oltre".
Questi assunti sono stati smentiti, ad esempio, dai ricercatori dell'Università australiana del Nuovo Galles del Sud, i quali dichiarano che "non sono supportati al momento da prove. C'è bisogno di sistematici test scientifici sulla cannabis per monitorare i trend passati ed attuali riguardo alla potenza della cannabis e per determinare se la stessa sia contaminata. Inoltre serve maggiore ricerca per determinare se l'aumentata potenza e la contaminazione possano tradursi in danno per gli utilizzatori, ai quali bisogna fornire informazioni accurate e credibili per prevenire e ridurre i danni associati all'utilizzo di Cannabis".
Inoltre, suggerisce il The Independent, un'analisi EU del 2004 ha dimostrato che la "potenza" della cannabis in circolazione non è aumentata significativamente, poiché nella maggior parte dei paesi la cannabis importata domina il mercato.
Nonostante ciò il rappresentante del Congresso degli Stati Uniti Mark Kirk ad esempio, membro del Partito Repubblicano della House of Representatives dall'Illinois, ha introdotto nel 2009 una legge per aumentare le pene a chi venda "Marijuana ad alta potenza", indicata col generico nome di "kush" (le razze del ceppo Kush sono normali varietà di Cannabis in genere al 100% Indica provenienti dalle regioni dell'Hindu Kush, naturali o ibridate). La legge si chiama "High-Potency Marijuana Sentencing Enhancement Act" e individua in suddetta Cannabis ad "alta potenza" ogni tipo di "marijuana con un contenuto di Tetraidrocannabinolo del 15 percento o più" (vale a dire quasi qualunque varietà di Marijuana, per intendersi, da Coffee Shop olandese o coltivata indoor con semi di varietà selezionate). Le pene massime previste per possesso di Marijuana a fine di vendita, cessione, produzione eccetera sono 25 anni di carcere e se dall'uso della sostanza risultassero morte o danni fisici gravi la pena è aumentata a non meno di 20 anni con massimo di ergastolo e multe fino a un milione di dollari. Se la persona che commette reato ha precedenti penali per droga la pena massima è aumentata a 35 anni; nel caso di morte o gravi danni fisici risultanti dall'uso della sostanza la pena prevista è l'ergastolo e le multe fino a 2 milioni di dollari se il colpevole è un individuo singolo, fino a 10 milioni se più di una persona.
Mark Kirk ha dichiarato che la "kush" può essere venduta fino a 600 dollari all'oncia (28,3 grammi) e che "se puoi fare, vendendo erba, altrettanti soldi che con la cocaina, dovresti affrontare le stesse pene". Interessante notare anche come in tal senso il tenore minimo di THC prescritto dal governo dei Paesi Bassi per le varietà di Cannabis ritenute Marijuana medica, e vendute a tal scopo, non possa essere inferiore al 15%.

## Genetica della Cannabis
Per analizzare il fenomeno della presenza e concentrazione in percentuale del THC nei derivati della Cannabis ed evidenziare inoltre, in questo senso, la distanza dal concetto di OGM, bisogna toccare la sfera della genetica.
Per quanto esista una controversia filogenetica concernente l'essere la Cannabis sativa, la Cannabis indica e la Cannabis ruderalis tre specie distinte o una singola specie con più varietà, molti studiosi oggi ritengono che la Cannabis sia una specie che varia il proprio fenotipo e genotipo a seconda delle aree dove cresce, dell'altitudine, del suolo eccetera. In questa chiave la "Cannabis varietas Sativa" è una pianta alta (fino ad oltre i 2 metri) e stretta, con foglie dalle dita sottili, tipica di ambienti caldi come il Sudafrica, il Marocco, l'America centro-meridionale eccetera; la "Cannabis varietas Indica" è invece una variante acclimatata ai rigidi ambienti di montagna come l'Himalaya, l'Afghanistan, il Nepal e via dicendo (specie bassa, tozza, a forma di cespuglio, con foglie dalle dita molto grosse e contenuto di THC alto), mentre la "Cannabis varietas Ruderalis" infine è una variante adattata ai lunghi e rigidi inverni russi, da cui la sua caratteristica specifica di non dipendere dal fotoperiodo (ossia il numero di ore di luce giornaliero) per andare in fioritura (varietà autofiorente) come fanno invece la Cannabis Sativa e Indica, che sono piante annuali le quali hanno bisogno di percepire l'arrivo dell'inverno e la conseguente riduzione di ore solari per fiorire.

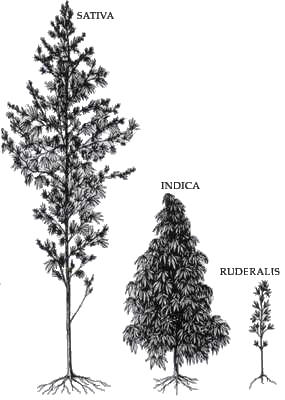
Immagine che illustra le tre differenti varietà naturali di Cannabis

Gli effetti dei derivati di Cannabis Sativa e Cannabis indica sono lievemente differenti fra loro, sia a causa della percentuale di THC contenuta che delle diverse concentrazioni, a seconda della specie, di altri Cannabinoidi come CBD, CBN, CBC, THCV e circa una settantina di altri, che modificano il tipo di effetto percepito. Per fare un semplice parallelismo, la Cannabis Sativa potrebbe essere paragonabile in questo senso ad un vino bianco, è più "leggera" e dà una sensazione soprattutto "mentale" e "cerebrale", in grado generalmente di stimolare la creatività e l'attività; la Cannabis indica è più paragonabile invece ad un vino rosso, con il suo effetto più corposo, "ottundente" e "fisico", che stimola in genere la meditazione e il rilassamento. La Cannabis ruderalis poi, povera in THC, ha ottenuto recentemente successo nell'ambito della produzione di Marijuana perché, incrociata appropriatamente con piante di Indica o Sativa, è in grado di generare ibridi autofiorenti, che conservano le proprietà psicotrope di una linea genetica ed acquisiscono le proprietà autofiorenti e di fioritura precoce tipiche della Ruderalis, qualità apprezzabili nell'ottica della coltivazione indoor.
Tutte le specie (o sottospecie o varietà che siano) di Cannabis possono infatti essere incrociate fra loro e generare semi che daranno vita ad ibridi fertili. Questa possibilità permette ai coltivatori e genetisti della Cannabis di generare razze (sottospecie, varietà) ibride F1, incrociate a percentuale variabile fra Indica e Sativa; il che fa sì che si possano creare ulteriori ibridi fra le nuove sottospecie stabili, aprendo la possibilità ad un enorme numero di combinazioni differenti esattamente come succede, ad esempio, nel mondo della selezione dei cani.
Ibridare due piante di razze differenti e riuscire a stabilizzare la nuova razza (permettere cioè che i caratteri dominanti e recessivi si mantengano poi inalterati ai discendenti se l'esemplare è accoppiato con uno della medesima razza) fa sì che si possano selezionare le caratteristiche preferite e dar luogo a innumerevoli varianti, diversissime per aspetto, proprietà organolettiche e psicotrope. Nei Paesi Bassi, dove l'industria della Cannabis è in qualche misura tollerata, esistono infatti svariate aziende che offrono semi (legali anche in Italia in quanto non contenenti THC) di razze differenti di Cannabis, ognuna con le proprie caratteristiche specifiche, il proprio corredo genetico e frutto di ibridazione fra Cannabis indica e Sativa (in genere le razze 100% Indica o Sativa sono sottospecie che erano già presenti in natura come la Durban Poison e la Thai, piante di Sativa, o la Ganja indiana e le varietà afghane, Indica): alcune fra le più rinomate imprese in quest'ambito, in genere definite banche semi, sono ad esempio Sensi Seed, Greenhouse, Dutch Passion, Mr. Nice, DNA Genetics, Serious Seeds ed Homegrown Fantaseeds. Alcuni degli incroci più apprezzati, invece, prodotti da queste seed bank sono ad esempio Skunk#1, White Whidow, Northern Lights, Cheese, AK-47, Orange Bud, Silver Haze, G-13, Hash Plant, Jack Herrer eccetera.
Va infine notato che l'erba più pregiata è sprovvista di semi (sinsemilla) in quanto non viene fatta impollinare dal maschio: la produzione di semi infatti priverebbe la pianta di Cannabis di energie e nutrienti necessari invece, ai fini del raccolto, per creare un maggiore quantitativo di resina. La Marijuana comune che si trova in genere sul mercato è invece un'erba standard povera in THC e contenente di solito semi, coltivata senza cure botaniche particolari allo scopo di essere messa in commercio il prima possibile: gli incroci controllati di cui sopra vengono al contrario ibridati e coltivati generalmente da amatori o professionisti, i quali fanno impollinare solo le piante dalle quali vogliano poi ricavare ulteriori semi.

## Il THC

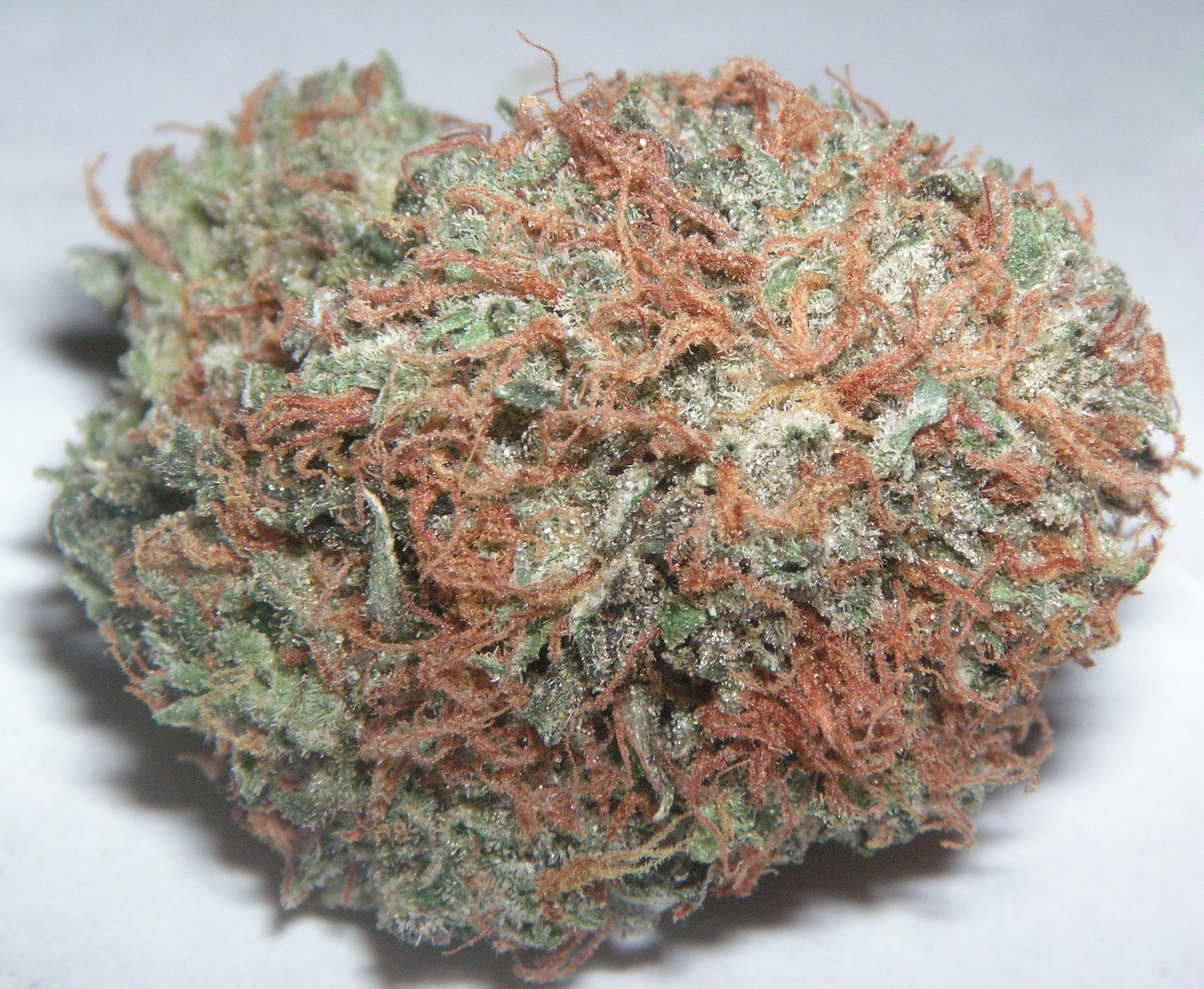
Un'infiorescenza di Marijuana, varietà Bubba Kush. Sono ben evidenti i cristalli bianchi che contengono il THC e altri Cannabinoidi

Il THC (delta-9-tetraidrocannabinolo, tetraidrocannabinolo o delta-9-THC) è il principale principio attivo della Cannabis, quello maggiormente responsabile degli effetti psicotropi; si trova in tutta la pianta, concentrato in misura di gran lunga maggiore nelle infiorescenze femminili (che da secche costituiscono la Marijuana) e nella resina che le ricopre (la quale, separata dalle cime fiorite, viene lavorata per produrre l'Hashish). L'aspetto macroscopico caratteristico del THC è quello di piccoli cristalli bianchi che ricoprono i fiori e, parzialmente, le foglie delle cime di Marijuana, attributo che segnala l'appetibilità della stessa per il consumatore.
In genere la Marijuana della migliore qualità, non quella "standard" da strada quindi, può arrivare ad una percentuale massima intorno al 35% di THC, l'Hashish più pregiato intorno al 40% (quello da strada dal 7 al 20% circa), l'Olio di Hashish al 60%; l'Hashish prodotto attraverso metodi particolari (Ice-O-Lator, Bubbolator) nei Paesi Bassi con piante coltivate indoor, ricche a loro volta in THC, può arrivare ad oltre il 50%. Esiste inoltre un prodotto relativamente recente ricavato dalla Cannabis e creato per la prima volta in Canada, nella regione della Columbia Britannica che dà i natali alla Marijuana della varietà B.C. Buds, chiamato Budder: si tratta di un estratto raffinato dell'Olio di Hashish che può arrivare ad una purezza in THC di oltre il 90%. Sono comunque tutte percentuali altamente suscettibili di variazioni a seconda dei casi.

## Considerazioni
Nel valutare la fondatezza della cosiddetta "Teoria del sedici percento" si deve tenere in considerazione che non tutti i campioni di Marijuana testati negli anni appartengono alla stessa tipologia di Cannabis: analizzare un campione di canapa tessile con circa l'1% di THC e paragonarlo ad una varietà con un contenuto in THC del 20% è come paragonare il contenuto alcolemico di un Vino da tavolo con quello di una Grappa artigianale semplicemente in virtù della loro comune attinenza all'alcool.

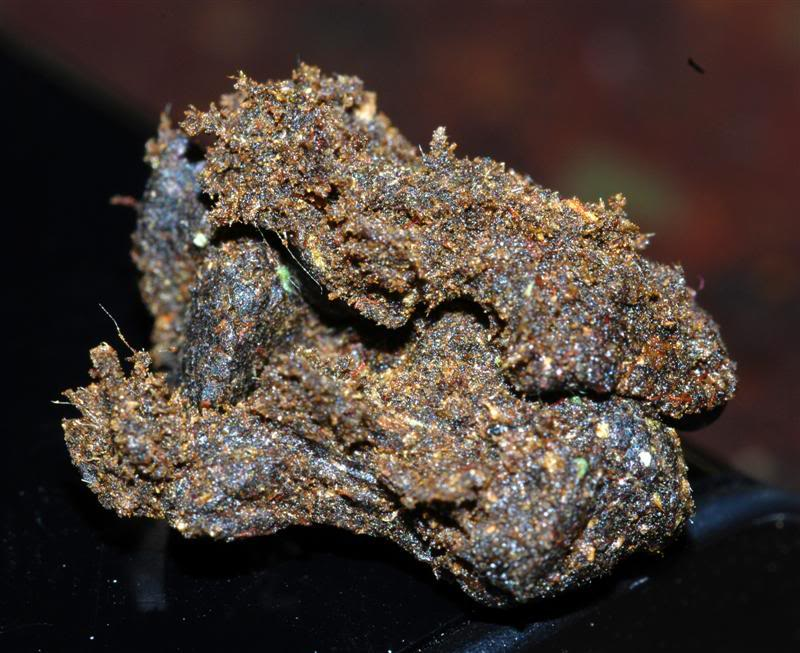
La Charas, rinomato e pregiato tipo di Hashish indiano. Notare la commistione di abbondantissima resina e materiale vegetale, dovuta allo specifico metodo di produzione

Va inoltre considerato che i metodi per concentrare la presenza di THC sono molto antichi, per quanto siano il problema e la teoria in oggetto incentrati sulla quantità di THC che si troverebbe concentrata in un prodotto e sul fatto che detto prodotto ad "alta concentrazione" venga consumato, causando maggiori problemi di salute nel consumatore: dalle infusioni di piante intere nel burro che preparavano i "Poeti maledetti" di Baudelaire, alle tinture di Cannabis in vendita in ogni farmacia europea ed americana prima del 1937, ai prodotti ancestrali come Hashish ed Olio di Hashish, il cui scopo è proprio quello di raccogliere la parte dove si trova più THC per concentrarlo. Negli anni sessanta e settanta erano tra l'altro già tranquillamente reperibili tipi di Hashish molto pregiati e ricchi in THC come la Charas (di origine secolare) e la Manali Cream, indiane, il Temple Balls nepalese, il Libanese Rosso, il Libanese Oro, il tradizionale Kif marocchino e molti altri. Anche alcuni tipi di Marijuana erano, già in quegli anni, molto potenti, come la Thai Stick thailandese, la Ganja indiana, la Panama Red e la Acapulco Gold. Inoltre, proprio negli anni sessanta e settanta, iniziava a nascere lo studio e lo sfruttamento consapevole dell'ibridazione della Cannabis, grazie in buona parte alla tolleranza che i Paesi Bassi dimostravano verso la cosa, fornendo "asilo politico" a molti coltivatori e genetisti della Marijuana in fuga dagli Stati Uniti e da altri paesi: Haze, NYC Diesel, Northern Lights, Skunk, California Orange Bud ed altre furono ibridate proprio in questo periodo, tramite rifornimenti di semi procurati dall'Afghanistan, dall'India, dal Marocco e via dicendo, oltre che tramite la propagazione per talee. 
Che la Marijuana di qualità (non Canapa da tessuto quindi) degli anni sessanta e settanta, quella del periodo di Beatles, Jefferson Airplane, Jim Morrison, Jimi Hendrix, Janis Joplin e via dicendo avesse un tenore dell'1 - 2% di THC, ossia che fosse sostanzialmente infumabile perché priva di effetti psicoattivi a quelle percentuali, è un postulato ampiamente discutibile. Se i tipi di Marijuana citati avevano già, per l'epoca, dei buoni livelli di THC, Hashish come la Charas potevano arrivare anche fino al 40%. Questo dimostra che, se effettivamente sono stati realizzati dei test per provare e giustificare la Teoria del 16%, questi sono stati probabilmente effettuati fra campioni disomogenei di Cannabis, che ben poco avevano a che spartire gli uni con gli altri: sulla base del postulato in oggetto, inoltre, la percentuale di THC sarebbe un indicatore, se superiore a certe soglie, di una pericolosità accentuata della Marijuana attuale, da considerarsi quindi ormai come una "droga a tutti gli effetti". 
Oltre a rimanere poco chiaro come mai, se la Cannabis del passato era così "poco potente", fu messa al bando additata come "la droga più in grado di causare violenza nella storia del genere umano", sembrerebbe che la "Teoria del 16 percento" venga spesso utilizzata a scopo propagandistico, da quando è stata concepita, per mantenere vivo l'allarmismo riguardo alla Marijuana presso l'opinione pubblica, giacché sarebbero state ampiamente screditate nel tempo da molti scienziati, e in alcuni casi perfino dal Governo degli Stati Uniti stesso, varie altre ipotesi come la sua tossicità mortale, la sua presunta induzione di dipendenza fisica e la "Teoria del passaggio" che la vede collegata al futuro uso di Eroina, caratteristiche queste che ne sancirono il bando e/o lo giustificano tuttora.